# Сома Наокі
Сома Наокі (яп. 相馬 直樹, нар. 19 липня 1971, Сідзуока) — японський футболіст.

## Виступи за збірну
1995 року дебютував в офіційних матчах у складі національної збірної Японії. Відтоді провів у формі головної команди країни 58 матчів.

## Статистика виступів
| Збірна Японії | Збірна Японії | Збірна Японії |
| Роки          | Ігри          | голи          |
| ------------- | ------------- | ------------- |
| 1995          | 9             | 0             |
| 1996          | 13            | 2             |
| 1997          | 21            | 1             |
| 1998          | 10            | 1             |
| 1999          | 5             | 0             |
| Усього        | 58            | 4             |

## Титули і досягнення
- Чемпіон Японії (4):

«Касіма Антлерс»: 1996, 1998, 2000, 2001
- Володар Кубка Імператора Японії (2):

«Касіма Антлерс»: 1997, 2000
- Володар Кубка Джей-ліги (2):

«Касіма Антлерс»: 1997, 2000
- Володар Суперкубка Японії (3):

«Касіма Антлерс»: 1997, 1998, 1999
- У символічній збірній Джей-ліги: 1995, 1996, 1997, 1998